# Belagerung von Bergen op Zoom (1747)
Europäischer Kriegsschauplatz:

Mollwitz* – Chotusitz* – Simbach – Dettingen – Toulon – Pfaffenhofen – Tournai – Fontenoy – Hohenfriedberg** – Soor** – Hennersdorf** – Kesselsdorf** – Brüssel – Piacenza – Namur – Roucourt – Kap Finisterre 1 – Lauffeldt – Assietta –  Bergen op Zoom – Kap Finisterre 2 – Maastricht
(*) Erster Schlesischer Krieg – (**) Zweiter Schlesischer Krieg
Indischer Kriegsschauplatz:

Erster Karnatischer Krieg
Amerikanischer Kriegsschauplatz:

War of Jenkins’ Ear – King George’s War
Die Belagerung von Bergen op Zoom war eine Begebenheit im Österreichischen Erbfolgekrieg zwischen den Truppen der französischen Armee des Maréchal de Saxe, unter dem Kommando von Lieutenant-général Ulrich von Löwendal, ein späterer Maréchal de France, die in die niederländische Republik der Sieben Vereinigten Provinzen eingedrungen waren, und der Besatzung der von ihnen 1747 belagerten Festung Bergen op Zoom.

## Die Belagerung
Nach dem Sieg in der Schlacht bei Lauffeldt beorderte der Maréchal Moritz von Sachsen eine Armee unter dem Kommando von Lieutenant-général von Löwendal, einem Experten in dieser Art der Kriegführung, zu Einschließung und Belagerung der Festung Bergen op Zoom ab. Diese galt als uneinnehmbar, worauf der Führer der britischen Truppen, der Herzog von Cumberland und auch der, mit seinen Österreichern zum Schutz von Maastricht abgestellte General Batthyány vertrauten.
Bergen op Zoom war stark befestigt, mit ausreichender Besatzung und reichlich Vorräten versehen. Im Übrigen war der Zugang zum Meer unter Kontrolle der Festung, so dass eine Versorgung von See her nicht verhindert werden konnte. Die Niederländer waren daher ohne große Sorgen.
Am 1. Juli 1747 öffneten die Franzosen die Gräben und am 2. Juli war die Artillerie soweit eingerichtet, dass die Beschießung der Stadt beginnen konnte. Die Belagerten machten kleinere Ausfälle um die Pioniere zu stören, die begonnen hatten, unter die Redouten, Lünetten und Bastionen Minengänge vorzutreiben. Auch wurden von den Wällen Artilleriefeuer auf die Pioniere gerichtet, und man begann Gegenminen zu graben. Nach einmonatiger Belagerung waren die Angreifer bis zum gedeckten Weg vorgedrungen. Allerdings war die Festung damit noch nicht besiegt, die Verteidiger hielten immer noch eine Lünette im Hauptangriffsabschnitt besetzt. Inzwischen waren mehr als 75 Minen gegraben worden.
Den Franzosen saß die Zeit im Nacken, da die bevorstehenden Herbstregen sich zerstörerisch auf die ausgehobenen Erdwerke des Belagerungsringes auswirken würden. Am 18. September 1747 setzte der französische Kommandant für 04:00 Uhr einen überraschenden Generalangriff an, der die Verteidiger völlig überrumpelte. Diesem Streich folgte der völlige Zusammenbruch der Verteidiger und die Eroberung der Festung. Die anschließende, brutale Plünderung der Stadt wurde in ganz Europa verurteilt.
Der Maréchal de Saxe machte zwar Löwendal dafür verantwortlich, schrieb jedoch an den König:

„« Sire, il n'est pas de moyen terme, vous devez le pendre, ou le faire Maréchal de France. »“

(Sire, es gibt keinen Mittelweg, entweder Sie lassen ihn hängen oder Sie machen ihn zum Marschall von Frankreich)
Die Belagerung von Bergen op Zoom kostete die Angreifer etwa 20.000 Tote, Verwundete und an Krankheit Gestorbene, die Verteidiger etwa 8.000 Tote, Verwundete und an Krankheit Gestorbene.

## Nachwirkungen
Der Fall der Festung leitete eine Missstimmung zwischen den Niederlanden und Großbritannien ein. Die britische Regierung musste einsehen, dass sie die Widerstandskraft der Niederländer gegenüber den französischen Angreifern überschätzt hatte. Die Holländer wiederum warfen ihren Verbündeten vor, dass sie nichts unternommen hätten, um die belagerte Stadt zu entsetzen.
Die Wegnahme dieser wichtigen Festung öffnete schlussendlich den Weg der Angreifer in die Niederlande und das Kurfürstentum Hannover.